# 700 Auravictrix
A 700 Auravictrix (ideiglenes jelöléssel 1910 KE) a Naprendszer kisbolygóövében található aszteroida. Joseph Helffrich fedezte fel 1910. június 5-én.